# Бородастик смугастий
Бородастик смугастий (Psilopogon lineatus) — вид дятлоподібних птахів родини бородастикових (Megalaimidae).

## Поширення
Вид поширений в Південно-Східній Азії та в Гімалаях. Трапляється у змішаних лісах, парках і садах.

## Спосіб життя
Птах трапляється парами або невеликими сімейними групами. Вночі відпочиває у дуплі, яке сам видовбує у дереві. Під час гніздування це дупло він використовує для облаштування гнізда. Харчується ягодами, фруктами та членистоногими.